# Giuseppe Fiorini Morosini
Mons. PhDr. Giuseppe Fiorini Morosini,O. M. (* 27. listopadu 1945, Paola) je italský římskokatolický řeholník, kněz, teolog a arcibiskup diecéze Reggio Calabria-Bova.

## Stručný životopis
V roce 1961 vstoupil do paulánského řádu. Po přijetí kněžského svěcení v roce 1969 působil v různých řeholních komunitách, na začátku 90. let byl vyslán do České republiky, aby zde založil paulánskou komunitu ve Vranově u Brna. V letech 1994-2006 byl generálním superiorem paulánského řádu. V roce 2008 byl jmenován biskupem diecéze Locri-Gerace, roku 2013 jej papež František jmenoval arcibiskupem-metropolitou v arcidiecézi Reggio Calabria-Bova. Dne 20. března 2021 tentýž papež přijal jeho rezignaci na arcibiskupský úřad z důvodu dosažení věkového limitu.

## Dílo
- FIORINI MOROSINI, Giuseppe. Svatý František z Pauly: život, osobnost a dílo. Kostelní Vydří: Karmelitánské nakladatelství,, 2008. ISBN 978-80-7195-185-8.